# Be Persecuted
Be Persecuted – chińska grupa black metalowa. Wydawaniem ich płyt zajmuje się wytwórnia No Colours Records.

## Życiorys
Be Persecuted gra styl black metalu określany jako "depresyjny" czy "samobójczy" black metal. Zespół powstał w roku 2005 i w tym samym wydał pierwsze demo. W roku 2007 zadebiutowali albumem zatytułowanym I.I, który spotkał się z dobrym odbiorem mediów oraz innych słuchaczy.
Zespół jest jedną z kilku grup blackmetalowych w Chinach, lecz jedyną, która w swoim składzie miała kobietę, która odpowiadała za śpiew, co jest prawie niespotykane na scenie blackmetalowej.

## Obecny skład zespołu
- Zhao Qiang – śpiew
- Tan Chong – gitara basowa, gitara elektryczna na koncertach
- Wu Ming – gitara elektryczna, perkusja, instrumenty klawiszowe
- Wan Yun – gitara basowa na koncertach

## Dyskografia
- (2006) Be Persecuted (Demo)
- (2007) I.I
- (2009) End Leaving